# Арест Троцкого в Петрограде
Арест Троцкого в Петрограде — задержание Льва Троцкого Временным правительством Керенского в июле 1917 года.

## Предыстория. Июльские дни
После массовых выступлений в Петрограде, ставших позже известными как «Июльские дни», Временное правительство, после некоторых колебаний, отдало распоряжение об аресте Ленина, Зиновьева, Каменева и других большевистских лидеров. Их обвиняли в попытке организации государственного переворота; кроме того, имелись подозрения, что они действовали на основе указаний и на средства германского правительства, с которым Россия в тот момент находилась в состоянии войны. Ленин и Зиновьев предпочли тогда скрыться от правоохранительных органов, но некоторые большевистские лидеры всё же были арестованы.
10 июля Троцкий «счёл своим прямым долгом» обратиться к Временному правительству с открытым письмом [1034] . В нём он заявлял о своём полном одобрении «принципиальной позиции» большевистского руководства. Кроме того он писал, что защищал данную позицию во всех своих публичных выступлениях и что его отношение к событиям 3 — 4 июля было «однородным с отношением названных товарищей»:
Неучастие моё в «Правде» и невхождение моё в большевистскую организацию объясняются не политическими разногласиями, а условиями нашего партийного прошлого, потерявшими ныне всякое значение
.
Своё письмо Троцкий завершил «патетическим призывом» к властям поступить с ним таким же образом, как с большевистскими лидерами — поскольку «не может быть никаких логических оснований» для «изъятия меня из-под действия декрета [об аресте]».

## Арест и заключение
По мнению биографов Троцкого, Временное правительство России «поверило в искренность заявления Троцкого» и «пошло ему навстречу»: в ночь с 22 на 23 июля он, вместе с Луначарский (с которым в тот период часто проводил совместные выступления), был
арестован. Задержание произошло на квартире члена Исполкома Петроградского Совета С. Д. Лурье — в доме номер 11 по Таврической улице — где в тот день заночевал будущий народный комиссар.
На следующий день, 24 июля, А. А. Кирпичников, возглавлявший тогда уголовную полицию Петрограда, отрапортовал прокурору Петроградской судебной палаты о произведённом аресте:
Задержанные лица помещены в одиночную тюрьму [точнее, камеру] с зачислением содержания за вами
 [1035] .

### Обвинения
Арестованный Троцкий был отправлен в ту самую центральную питерскую тюрьму Кресты, где он уже находился более десяти лет назад — после ареста в декабре 1905 года (см. Первая русская революция). На следующий день Лев Давидович был доставлен в столичный суд на улице Фонтанка, где петроградский следователь по особо важным делам П. А. Александров предъявил ему — а также нескольким другим арестованным — обвинения в подстрекательстве к вооружённому восстанию и в связях с лицами, находившимися на германской службе [1036] .
Постановление Александрова было подготовлено несколькими днями ранее, ещё 21 июля. Согласно ему аресту подлежали Ленин, Зиновьев, Троцкий, Коллонтай, Раскольников, Луначарский и Парвус, а также ряд других лиц, подозреваемых «в посредничестве с германскими секретными службами». Всего речь шла о 12 персоналиях, которые, по версии следственных органов, «вошли в соглашение с агентами вражеского государства», с целью содействовать «дезорганизации фронта и тыла» [1037] . Когда следователь зачитывал показания об использовании большевиками немецких денег, Троцкий внезапно поднялся и, ударив кулаком по столу, заявил об отказе даже выслушивать «эти подлые и лживые показания» [1038] .

### Показания Троцкого
Тем не менее, Лев Давидович был вынужден объясняться на предварительном следствии по делу. В ответ на прозвучавшие в его адрес обвинения в том, что в ночь на 4 июля он находился в большевистском руководящем центре, располагавшемся во дворце балерины Кшесинской [1039], Троцкий сообщил следствию, что в указанный период он «безвыходно» присутствовал в Таврическом дворце — на заседании Петроградского Совета. Троцкий даже смог назвать имя свидетеля, способного подтвердить его алиби — министра Чернова, которого Троцкий в тот день спас от разъярённой толпы, включавшей субъектов «полууголовного, полупровокаторского типа» [1040].
Кроме того, отвечая на вопрос о финансировании большевиков со стороны Германской империи, Троцкий сделал ряд «недвусмысленных» заявлений. Во-первых, он «категорически отмежевался» от Парвуса и большевистских «финансовых связных», работавших с Лениным: Якова Станиславовича Ганецкого, Михаила Юрьевича Козловского и Евгении Маврикиевны Суменсон. Во-вторых, он заявил, что публично порвал свои отношения с Парвусом ещё во времена работы в парижской газете «Наше слово» — причиной тому Троцкий указал «национал-патриотизм» Парвуса. В третьих, Лев Давидович утверждал, что с остальными подозреваемыми в получении германских денег он вообще знаком не был. Завершая свои показания, Троцкий объявил большевиков невиновными, так как он лично знал их как «старых, испытанных и бескорыстных революционеров, неспособных торговать совестью из корыстных побуждений, а тем более совершать преступления в интересах немецкого деспотизма» [1041] .

### Письма и заявления
Из своей одиночной камеры в Крестах Лев Троцкий «буквально бомбардировал» как различные органы власти, так и отдельных правительственных деятелей протестами и «заявлениями-разоблачениями». Начал он с «заявления общего характера», написанного 25 июля на имя Временного правительства. В письме речь шла о характере сообщения прокурора Петроградской судебной палаты по поводу событий 3-5 июля 1917 года [1042] — Троцкий вновь подтверждал общность своих и большевистских позиций.
Аналогично с ситуацией 1906 года, Троцкий из тюремной камеры рассылал свои публицистические статьи — правда, теперь он сотрудничал почти исключительно в большевистских печатных органах. В них, наряду с острой критикой внутренней политики Временного правительства, он активно «разоблачал хищнический характер продолжавшейся „кровавой бойни“» и называл «фальшивыми социалистами» лиц, поддерживавших продолжение войны. Этому же вопросу была посвящена и агитационная брошюра,
выпущенная в те дни большевистским издательством [1044] .

## Протесты большевиков и меньшевиков
На проходивших в те дни в Петрограде массовых митингах и собраниях большевики, а также представители других левых сил, принимали резолюции с «острыми протестами» против ареста Троцкого. Наиболее крупным и значительным был митинг, состоявшийся 23 июля в цирке «Модерн»: он был созван меньшевиками-интернационалистами и завершился резолюцией с протестом против ареста «товарищей Троцкого и Луначарского»:
Собрание 8000 рабочих, солдат и интеллигентных тружеников… видит в этом новом акте репрессии проявление растущей контрреволюции
На заседании ВЦИКа, прошедшим 24 июля, лидер меньшевиков Мартов «энергично протестовал» против ареста Троцкого [1046] .

## Освобождение
В конце августа, по соглашению с Керенским, генерал Корнилов выступил с преданными ему войсками в направлении Петрограда — своей целью военные ставили установления в
столице твёрдой государственной власти:
Все понимали, что если Корнилов вступит в город, то первым делом зарежет арестованных Керенским большевиков
Но, уже после начала выступления, глава Временного правительства отрёкся от генерала и публично объявил его мятежником. Таким образом Керенский «качнулся» в сторону социалистов и левых радикалов.
29 августа 1917 года, на заседании ЦК Социал-демократической партии (объединенной) — так в те дни официально именовали себя меньшевики — было принято решение предложить министру юстиции и члену партии народных социалистов А. С. Зарудному «пересмотреть дела арестованных большевиков и изменить меры пресечения» [1049]. В итоге судебно-следственные власти сочли целесообразным выпустить Троцкого и большевиков из тюрьмы. 4 сентября Троцкий, проведя в Крестах сорок дней, был освобождён под залог в три тысячи рублей: залог был внесён Петроградским советом профсоюзов [1050].

## Анализ показаний и последствия
Анализируя данные революционером показания, биографы Троцкого «оставляли на его совести», тот факт, что в разгар очередной русской революции он «не сильно интересовался», каким именно образом Ленин и его сторонники оказался в Петрограде — сам Лев Давидович, возвращавшийся в Россию через территорию стран Антанты, был даже арестован британскими властями (см. Арест Троцкого в Галифаксе). Кроме того, по мнению историков, Троцкий «прекрасно понимал» все те сложности, с которыми столкнётся Временное правительство при попытке, в разгар мировой войны, юридически доказать факт получения большевиками немецких денег.
Изучая активность Троцкого в заключении, биографы приходят к выводы, что его «в наименьшей степени» интересовало доказательство собственной невиновности. Кроме того, историки обращали внимание, что события последовавшие за арестом Троцкого показывали, что меньшевики-интернационалисты были в тот сложный момент «весьма благосклонны» как к Троцкому, так и к другим большевистским вождям — после прихода РСДРП(б) к власти это им зачтено не было.
За время сорокадневного заключения Лев Троцкий пропустил как минимум одно важное событие: в конце июля — начале августа 1917 года в Петрограде «полулегально» состоялся VI съезд большевистской партии — на этом съезде около 4 тысяч межрайонная группа, которая тогда насчитывалась около четырёх тысяч членов, присоединилась к партии большевиков. Наиболее известным человеком среди «межрайонцев» был как раз Троцкий. Троцкий был даже заочно избран в почётный президиум съезда большевиков и ЦК большевистской
партии: причём, на выборах он стал третьим, разделив эту позицию с Каменевым (131 голос) — больше них голосов получили только Ленин (134) и Зиновьев (132).
Таким же образом (заочно), Троцкий стал также одним из пяти большевиков, выдвинутых кандидатами на предстоящие выборы во Всероссийское Учредительное собрание [1052] . С августа 1917 года, пока Лев Давидович находился в Крестах, начался официальный отсчёт его большевистского стажа. В ленинской партии Троцкий проведёт в итоге десять лет — в ноябре 1927 года он будет исключён из неё «как руководитель антисталинской оппозиции».